# Ouyang Yuqian
Ouyang Liyuan (欧阳立袁), más conocido como Ouyang Yuqian (en chino simplificado, 欧阳予倩; Liuyang, 12 de mayo de 1889 – Pekín, 21 de septiembre de 1962), su hao era Nanjie (南杰), aunque también utilizó varios nombres artísticos y seudónimos, incluido Lanrong (兰容), Liansheng (莲笙) y Taohua Buyi'an Zhu (桃花不疑庵主). Fue un dramaturgo chino, actor y escritor de ópera de Pekín, guionista y director de cine y educador teatral. Los historiadores del teatro lo consideran uno de los tres fundadores del drama hablado chino moderno, junto con Tian Han y Hong Shen. También fue uno de los mejores intérpretes de ópera de Pekín, considerado como la contraparte sureña de Mei Lanfang.
Ouyang Yuqian fue el presidente fundador de la Academia Central de Drama desde 1950 hasta su muerte en 1962. También se desempeñó como vicepresidente de la Federación China de Círculos Literarios y Artísticos, vicepresidente de la Asociación de Dramaturgos Chinos y presidente de la Asociación de Bailarines Chinos.

## Biografía

### Infancia y estudios
Ouyang Yuqian nació el 12 de mayo de 1889 en el seno de una familia adinerada y con un alto nivel educativo en Liuyang, provincia de Hunan. Su padre era Ouyang Ligeng (欧阳力耕) y su madre Liu Yixia (刘倚霞).  Su abuelo Ouyang Zhonghu (欧阳中鹄) fue un erudito que sirvió como gobernador de la prefectura de Guilin durante la dinastía Qing.
Cuando tenía 15 años, Ouyang fue a estudiar a Japón donde se graduó en la Escuela School (成城学校) en Tokio, y luego estudió negocios en la Universidad Meiji y literatura en la Universidad de Waseda.  En 1906, Ouyang y otros estudiantes chinos en Japón cofundaron la Sociedad del Sauce de Primavera (春柳社, Chunliu She), que marcó el comienzo del teatro chino moderno.

### Inicios de su carrera
Regresó a China en 1911 y fundó la Sociedad de Camaradas del Nuevo Teatro (新剧同志会) con su colega de la Sociedad del Sauce de Primavera, Lu Jingruo (陆镜若). Más tarde fundaron el Teatro Sauce de Primavera en Shanghái, pero cerró cuando Lu murió en 1915.
En 1914, comenzó a escribir y actuar en óperas de Pekín. Entre 1914 y 1928, escribió dieciocho óperas y dirigió e interpretó veintinueve. También adaptó más de cincuenta historias tradicionales para la ópera de Pekín, incluidas muchas de la novela clásica, Sueño en el pabellón rojo. Sus interpretaciones fueron tan aclamadas que se le consideraba la contraparte sureña del maestro Mei Lanfang.En 1918, Zhang Jian lo invitó a establecer una escuela de actores y el Teatro Gengsu (更俗剧场) en Nantong, en la provincia de Jiangsu.

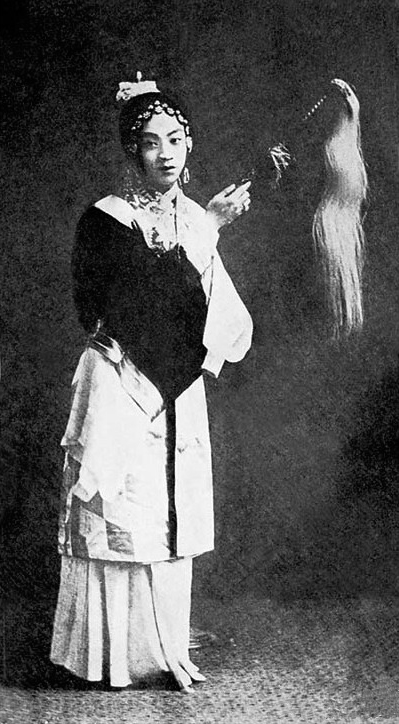
Ouyang interpretando un papel femenino en una ópera de Pekín

Aunque era un famoso intérprete de ópera de Pekín, Ouyang también participó activamente en la promoción del «Nuevo Teatro» (teatro hablado). Se unió a varias sociedades de Nuevo Teatro en la década de 1910 y cofundó varias compañías teatrales pioneras, entre ellas la Sociedad de Teatro de Masas, la Sociedad Cooperativa de Teatro (戏剧协社) y la Sociedad de Teatro del Sur. Durante este período, colaboró con otros dramaturgos y directores que tenían unas ideas similares a las suyas, como: Hong Shen, Ying Yunwei, Zhang Shichuan, Zheng Zhengqiu y Zhou Jianyun. En 1922 escribió la obra Después de volver a casa (回家以后), considerada una de las primeras comedias satíricas de China. En su obra de teatro Pan Jinlian de 1928, retrató a Pan Jinlian, la mujer fatal arquetípica de la cultura clásica china, como una mujer de espíritu libre victimizada por una sociedad tradicional dominada por los hombres. Él mismo interpretó el papel principal.

### Décadas de 1920 y 1930

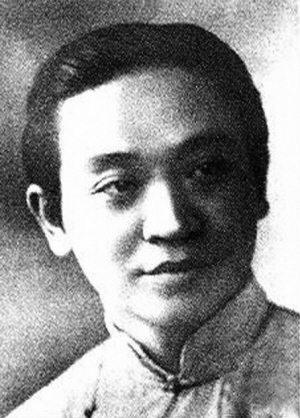
Ouyang Yuqian

Después de que Zhang, Zheng y Zhou fundaran la Compañía Cinematográfica Mingxing en 1922, le invitaron a unirse a su estudio, pero Ouyang se negó porque, según él mismo dijo, estaba ganando un «salario sustancial» como intérprete de ópera de Pekín. Ayudó en varias ocasiones a la nueva compañía cinematográfica, aunque al mismo tiempo escribió el guion de tres películas para la compañía rival China Sun Motion Picture Company entre 1926 y 1928. Actuó en dos de las tres películas, ¿Por qué no ella? (玉潔冰清) y Un cantante errante (天涯歌女) y dirigió la tercera, Tres años después (三年以后).
En 1929, Chen Mingshu, presidente de la provincia de Guangdong, le invitó a establecer el Instituto de Investigación Dramática de Guangdong en Guangzhou. Su visión política se tornó cada vez más izquierdista, especialmente después del ataque japonés a Shanghái de 1932. Se unió a la Liga de Dramaturgos de Izquierda en Guangzhou y participó en el primer festival de teatro de la Unión Soviética. En 1933, se unió a la Rebelión de Fujian de Chen Mingshu y se vio obligado a escapar a Japón después de su fracaso.
Después de regresar a Shanghái en 1934, se unió a la Compañía Cinematográfica Xinhua y escribió su primera película sonora, Nuevo abanico de flor de melocotón (新桃花扇). En 1935, se unió a la Compañía Cinematográfica Mingxing, entonces uno de los estudios cinematográficos más grandes importantes de China y ayudó al estudio a obtener un préstamo bancario crucial utilizando sus propios recursos familiares. Hizo tres películas para la compañía: Festival de Qingming (清明时节), Xiao Lingzi (小玲子) y Begonia roja (海棠红).

### Invasión japonesa y guerra civil
Ouyang Yuqian se unió a la Compañía Cinematográfica Lianhua en 1937. Mientras filmaba la película Tan próspero (如此繁华). Ese mismo año el Imperio del Japón lanzó una invasión a gran escala de Shanghái, que destruyó la mayoría de los estudios cinematográficos de la ciudad. Después de que Japón ocupara las secciones chinas de la localidad, realizó varias obras de teatro antijaponesas en la Concesión Internacional de Shanghái, antes de huir al Hong Kong británico, donde escribió el guion de la película patriótica, Mulan se une al ejército.
Durante la segunda guerra chino-japonesa, Ouyang Yuqian pasó la mayor parte de su tiempo en Guilin, Guangxi, en el suroeste de China, que estaba prácticamente libre de la ocupación japonesa. Estudió ópera de Guilin y fundó una escuela de arte. También fundó el Museo Provincial de Arte de Guangxi en 1940 y un teatro de arte en 1944. Ese mismo año, él y Tian Han organizaron la Primera Exposición de Ópera del Suroeste en Guilin, que duró tres meses y atrajo a casi mil artistas.
Después de la rendición de Japón al final de la Segunda Guerra Mundial, regresó a Shanghái en 1946 donde se desempeñó como dramaturgo y director del Nuevo Club de Teatro de China (新中国剧社). También enseñó en la Escuela Experimental de Drama de Shanghái. En enero de 1947, encabezó una delegación que actuó en Taiwán, pero tuvo que marcharse cuando estalló el incidente del 28 de febrero. Debido a la guerra civil china, Ouyang volvió a Hong Kong donde trabajó como guionista y director de la Compañía Cinematográfica Yonghua.

### República Popular de China

Ouyang Yuqian y Mei Lanfang en 1956

En marzo de 1949, el Comité Central del Partido Comunista de China lo invitó a asistir a la primera Conferencia Consultiva Política del Pueblo Chino. Fue elegido director del Comité de Mejora de la Ópera Nacional de China y miembro del Comité Permanente de la Federación China de Círculos Literarios y Artísticos.
Ouyang Yuqian se convirtió en el presidente fundador de la Academia Central de Drama en abril de 1950 y se unió al Partido Comunista de China en 1955. También se desempeñó como vicepresidente de la Federación China de Círculos Literarios y Artísticos, vicepresidente de la Asociación de Dramaturgos Chinos y presidente de la Asociación de Bailarines Chinos. Fue miembro del primer Comité Nacional de la Conferencia Consultiva Política del Pueblo Chino y del primer y segundo Congreso Nacional del Pueblo.
En sus últimos años, publicó varias memorias y libros sobre teoría cinematográfica y dramática y un libro sobre danzas de la dinastía Tang. El 21 de septiembre de 1962, murió de una enfermedad en Pekín.

## Familia

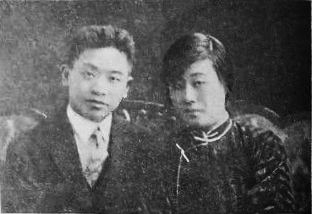
Ouyang Yuqian y su esposa Liu Yunqiu en 1926

Se casó con Liu Yunqiu (刘韵秋), también conocida como Liu Wenqiu (刘问秋), en 1906. Juntos tuvieron una hija Ouyang Jingru (欧阳敬如; 1928-2013) y adoptaron un niño Ouyang Shanzun (欧阳山尊; 1914-2009), quien también fue dramaturgo